# فرودگاه منطقه‌ای اور
فرودگاه منطقه‌ای اور (به انگلیسی: Orr Regional Airport) یک فرودگاه همگانی بهره‌برداری هوایی است که یک باند فرود آسفالت دارد و طول باند آن ۱۲۲۰ متر است. این فرودگاه در شهر اور، مینه‌سوتا کشور ایالات متحده آمریکا قرار دارد و در ارتفاع ۴۰۰ متری از سطح دریا واقع شده است.